# Glenorchy, Tasmanien
Glenorchy är en förort till Hobart i Australien. Den ligger i kommunen Glenorchy och delstaten Tasmanien, i den sydöstra delen av landet, nära centrala Hobart. Antalet invånare är 10 062.